# OK Boomer
„OK Boomer” – związek frazeologiczny oraz mem internetowy, stanowiący ripostę młodszych pokoleń, która w znaczeniu odpowiada polskiemu zwrotowi „Cicho, dziadku!”.
Zwrot ten, pochodzący z języka angielskiego, zyskał szeroką popularność wśród młodszych pokoleń dopiero od 2019 roku, używany jest w celu odrzucenia lub kpiny ze stereotypów przypisywanych młodym ludziom przez starsze pokolenia, w tym pokolenia wyżu demograficznego (baby boomers). Mimo że fraza ta przejawiała się w blogosferze już wiele lat wcześniej, to po raz pierwszy spotkała się z masowym zainteresowaniem w efekcie publikacji materiału wideo na platformie TikTok, w 2019 roku, a będącego repliką młodego pokolenia na zarzuty starszego mężczyzny.
Fenomen internetowy „OK Boomer” uważany jest przez niektórych za formę wykluczenia związanego z wiekiem, a do czasu zdobycia powszechnej popularności był używany w różnych kontekstach.

## Geneza
Fraza „OK Boomer” została spopularyzowana jako reakcja na wideo opublikowane w aplikacji TikTok przez niezidentyfikowanego starszego mężczyznę, w którym oświadczył, że Milenialsi (Pokolenie Y) i Pokolenie Z, mają Syndrom Piotrusia Pana: „...oni nigdy nie chcą dorosnąć (...) myślą, że utopijne ideały, które mają w młodości, w jakiś sposób przełożą się na dorosłość”. Film zainspirował frazę „OK Boomer” jako odpowiedź, wskazując odrzucenie wizji forsowanych przez poprzednie pokolenia.
Pierwsze zarejestrowane wystąpienie frazy „OK Boomer” pojawiło się w komentarzu serwisu Reddit z 29 stycznia 2009 r., czyli 10 lat przed zdobyciem popularności. Współczesny kontekst użycia tego terminu można obserwować od 2015 roku, np. w serwisie 4chan, jednak ukorzenienie się w masowej świadomości notowane jest dopiero od stycznia 2019 r. Sam termin zyskał popularność w mediach na początku listopada 2019 r., kiedy to opublikowano artykuły na temat tego zjawiska.

## Krytyka i przyjęcie
Niektórzy komentatorzy uważają to wyrażenie za obraźliwe dla osób starszych wiekiem.
- Konserwatywny spiker radiowy Bob Lonsberry posunął się do oznaczenia słowa „boomer” jako „n-słowo ageizmu” (nawiązując tym samym do rasizmu) w swoim kontrowersyjnym tweecie, który został usunięty niedługo po opublikowaniu. Amerykański prowadzący programy telewizyjne Stephen Colbert, również odniósł się do wywodów kolegi w jednym z odcinków „The Late Show”[5].
- Eseistka Francine Prose na łamach The Guardian sugeruje, że fraza odzwierciedla ogólną kulturową akceptację dyskryminacji wobec osób starszych[6].
- Piszący również dla The Guardian Bhaskar Sunkara skrytykował mem w listopadzie 2019 r., mówiąc, że członkowie pokolenia wyżu demograficznego „potrzebują solidarności”, bo wielu „starszych pracowników i emerytów walczy o przetrwanie”, a „połowa Amerykanów w wieku 65 lat ma mniej niż 25 000 USD oszczędności”[7].
- Myrna Blyth, edytor publikacji dla osób starszych, w AARP (Amerykańskim Zrzeszeniu Emerytów), stwierdziła w wywiadzie dla Axios: „OK, Millenialsi. Ale to my jesteśmy ludźmi, którzy faktycznie mają pieniądze.” po czym spotkała się z falą negatywnych komentarzy, od osób upatrujących w tym źródła całego problemu[8].
- Kilku francuskich polityków również zarzuciło tej frazie, że jest nieuprzejma względem osób starszych, a posłanka Audrey Dufeu-Schubert uznała ją za nacjonalistyczną obelgę w specjalnym raporcie na temat „udanego pokonywania luki pokoleniowej i przeciwdziałania wykluczeniu osób starszych”[9].

Inne reakcje były bardziej zróżnicowane, a nawet pozytywne.
- Wyrażenie to, według reporterki „Financial Times” Indii Ross, „zaczęło symbolizować kulturowe pęknięcie międzypokoleniowe”, a wspierane atakami ze strony przedstawicieli starszych pokoleń (z ang. Baby Boomers), może zwiększać moc i zasięg[11].
- Clémence Michallon z The Independent oklaskuje ten zwrot jako „odpowiednią ilość lekceważenia”, jednocześnie ostrzegając przed jego nadużywaniem[12].
- Miyo McGinn w magazynie „Grist” chwali termin, pisząc: „Ta radość niewątpliwie wynika zarówno z zasadnego oburzenia, jak i potrzeb zwykłej rozrywki – te dwa słowa wydają się wręcz poetyckie po latach, gdy moje pokolenie obwiniano za „zabijanie” wszystkiego, od sieci restauracji po domy towarowe i relacje [międzyludzkie]”. Upatruje w tym zwrocie reakcji młodych ludzi, na zakres zniszczeń w środowisku spowodowanych nieodpowiedzialną działalnością starszych pokoleń[13].

Niektórzy, jak Natacha Larnaud z CBS News, skomentowali to zjawisko, postulując by termin ten uważać za bardziej uniwersalny, a nie nakierowany tylko do określonej grupy wiekowej. Dziennikarka CBS News, jednocześnie spostrzega zabiegi pokoleń starszych (tzw. „boomers”) należących do establishmentu, mające na celu wydłużenie ich wpływu na politykę, środowisko, gospodarkę czy kulturę, i uznaje je jako jedną z głównych przyczyn przybierania tego zjawiska na sile.

## W Polsce
- Felietonista ogólnopolskiego dziennika Rzeczpospolita, Michał Płociński, w swoim tekście z 22 listopada 2019 r., dowodzi, że „...rozgorzała nowa wojna pokoleniowa...”, a strony tego konfliktu definiuje binarnie, na pokolenia wychowane w globalnej wiosce, erze globalizacji, szybkiego przepływu informacji, osoby o otwartym światopoglądzie, sprawne w posługiwaniu się nowinkami technologicznymi, oraz pokolenia boomerów, których definiuje jako „...każdy ze starego świata..”. Podczas gdy dla samej frazy proponuje wolne tłumaczenie w formie: „Cicho, dziadku!”[1]

- Publicystka polskiego tygodnika opiniotwórczego Polityka Paulina Wilk w artykule „OK boomer”, wskazuje „pragmatyczną determinację, oraz obojętność względem ograniczeń obyczajowych” cechujące pokolenie tzw. milenialsów, i przywodzi jako przykład zachodzących zmian wyniki wyborów przeprowadzonych w Finlandii, w efekcie których na czele gabinetu stanęła Sanna Marin, oraz działalność ekologiczną szwedzkiej aktywistki Grety Thunberg, jako przejaw różnic pomiędzy starszymi i młodszymi pokoleniami[15].

## Stosowanie
Wyrażenie „OK Boomer” to pejoratywna replika używana do odrzucania lub kpiny z postrzegania wąsko myślących, przestarzałych, negatywnie osądzających lub protekcjonalnych postaw osób starszych, zwłaszcza tych wychowanych w warunkach wyżu demograficznego. Termin ten został użyty jako retorta względem postrzeganego u osób starszych oporu wobec zmian technologicznych, zaprzeczania zmianom klimatu, marginalizacji członków grup mniejszościowych, rosnących nierówności społecznych, lub sprzeciwu wobec ideałów młodszych pokoleń.
- W lutym 2020, materiały wideo z hasztagiem #OkBoomer w aplikacji TikTok zostały odtworzone ponad 2,6 miliarda razy. Rosnąc o ponad 500 milionów w niecały kwartał, od grudnia 2019[19].

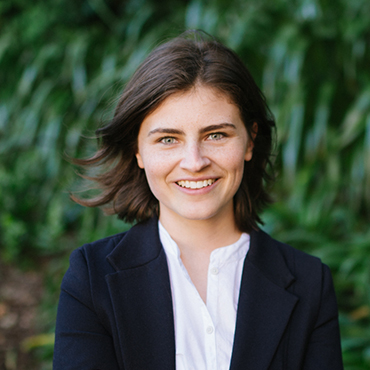
Chlöe Swarbrick, posłanka, która zareagowała na zarzuty starszego posła frazą „OK Boomer”.

- Użyte w tytule piosenki Fish Emade Tworzywo z płyty Ballady i Protesty wydanej w 2021 roku[20].
- Na początku listopada 2019 r., 25-letnia posłanka z Nowej Zelandii Chlöe Swarbrick, wygłaszając przemówienie popierające projekt ustawy o przeciwdziałaniu zmianie klimatu w Parlamencie, zripostowała za pomocą frazy „OK Boomer” po tym, jak inny parlamentarzysta Todd Muller zarzucał nieprawdziwość jej słowom, m.in. o tym, że Nowa Zelandia znajduje się w gronie 10 krajów produkujących najwięcej zanieczyszczeń per capita, oraz o średnim wieku parlamentarzystów, wynoszącym ok. 49 lat[21].

Swarbrick następnie napisała w artykule do „The Guardian”: „Mój komentarz OK boomer, w parlamencie, symbolizował wyczerpanie wielu pokoleń”, za co została skrytykowana przez konserwatystów w mediach społecznościowych, m.in. przez posła Christophera Bishopa, za brak wsparcia dla starszych pokoleń.
Posłanka w swojej przemowie: „My nie toniemy, my walczymy” – apelowała o myślenie długofalowe, w perspektywie kolejnych pokoleń, i związanie stanowienia prawa z badaniami naukowymi, jako opozycję do krótkowzrocznego politycznego myślenia tylko wskaźnikami ekonomicznymi, bądź wynikami wyborczymi. Bo zmiana klimatu, również na te wyniki wpłynie.
- „OK Boomer” to także piosenka napisana i wyprodukowana przez 20-letniego studenta Jonathana Williamsa, którą udostępnił na Twitterze w lipcu 2019 roku. Prezentuje nietuzinkowy tekst, rytmiczne linie basu, i refren z wielokrotnym wołaniem Williamsa: „OK Boomer”. Dziewiętnastoletni Peter Kuli opublikował następnie remiks piosenki na platformie SoundCloud, który krąży również w aplikacji TikTok, podsycając użycie tej frazy jeszcze bardziej, a służąc jednocześnie jako hymn młodego pokolenia[17][22].

- Podczas przerwy meczu piłkarskiego pomiędzy drużynami uniwersytetów Harvard i Yale w dniu 23 listopada 2019 r. protestujący przeciwko zmianom klimatu wdarli się na boisko i pozostali na płycie boiska nawet po tym, jak zostali poproszeni o odejście, za to skandując „OK Boomer”[23][24].

- Wyrażenie to zostało użyte przez prezesa Sądu Najwyższego Stanów Zjednoczonych Johna Robertsa w dniu 15 stycznia 2020 r. w ramach przesłuchania w sprawie o dyskryminację ze względu na wiek[25].

## Rozgłos
Riposta ta została określona „Słowem Roku 2019” w Nowej Zelandii oraz w Holandii przez holenderskiego wydawcę słowników Van Dale.
Została nominowana do podobnego odznaczenia również w Szwajcarii, lądując na drugim miejscu. „OK Boomer” pojawił się także na corocznie wydawanej liście wyrzuconych słów Uniwersytetu Stanowego Lake Superior.